# Olga Hellquist
Olga Kristina Hellquist, född Hellqvist den 30 december 1893 i Lund, död den 17 december 1954 i Malmö, var en svensk skådespelare.
Hellquist scendebuterade på Folkets hus teater i Malmö 1914 och kom därefter att göra många komiska roller på scen och på film. Scenerna var bl.a Hippodromteatern i Malmö och Malmö friluftsteater. Filmdebuten skedde 1924 i Edvard Perssons Studenterna på Tröstehult. Hon medverkade totalt i 13 filmproduktioner. 
Vid Malmö friluftsteater fanns ett teaterkafé som Hellquist övertog 1931 och drev många år. Åren 1932–1936 chef för Folket Hus-teatern i Malmö.
Hon var syster till skådespelaren Anders Hellquist och kapellmästaren Calle Hellquist.
Olga Hellquist är begravd på Sankt Pauli södra kyrkogård i Malmö.

## Filmografi
- 1924 – Studenterna på Tröstehult
- 1925 – Miljonär för en dag
- 1925 – Den gamla herrgården
- 1926 – Flickorna på Solvik
- 1927 – Vad kvinnan vill
- 1935 – Äventyr i pyjamas
- 1938 – Svensson ordnar allt!
- 1938 – Kloka gubben
- 1939 – Kalle på Spången
- 1940 – En sjöman till häst
- 1942 – Stinsen på Lyckås
- 1944 – Skåningar
- 1946 – Ebberöds bank